# Zuid-Amerikaans kampioenschap voetbal vrouwen 1991
De Sudamericano Femenino 1991 was de 1ste editie van de Sudamericano Femenino, een voetbaltoernooi voor vrouwenteams. Het werd gehouden in Maringá, Brazilië. De winnaar was Brazilië, dat zich daarmee plaatste voor het WK vrouwenvoetbal 1991 in China. De drie deelnemende teams speelde een onderlinge competitie.

## Deelnemende landenteams
- Brazilië
- Chili
- Venezuela

## Groep
| Land      | Wed | Win | Gel | Ver | DV | DT | +/− | Pnt |
| --------- | --- | --- | --- | --- | -- | -- | --- | --- |
| Brazilië  | 2   | 2   | 0   | 0   | 12 | 1  | 1   | 4   |
| Chili     | 2   | 1   | 0   | 1   | 2  | 6  | −4  | 2   |
| Venezuela | 2   | 0   | 0   | 2   | 0  | 7  | −7  | 0   |

## Wedstrijdresultaten
| Brazilië | 6-0 | Venezuela |  |
| Chili    | 1-0 | Venezuela |  |
| Brazilië | 6-1 | Chili     |  |

## Kampioen
| Sudamericano Femenino 1991 |
| -------------------------- |
| BRAZILIË 1ste titel        |